# El Curiro
El Curiro är en ort i Mexiko.   Den ligger i kommunen Tarímbaro och delstaten Michoacán de Ocampo, i den södra delen av landet, 220 km väster om huvudstaden Mexico City. El Curiro ligger 2 047 meter över havet och antalet invånare är 165.
Terrängen runt El Curiro är kuperad, och sluttar österut. Runt El Curiro är det tätbefolkat, med 411 invånare per kvadratkilometer. Närmaste större samhälle är Morelia, 15,5 km söder om El Curiro. I omgivningarna runt El Curiro växer huvudsakligen savannskog.